# オフィスPSC
オフィスPSC（株式会社オフィスピー・エス・シー・）は、東京都新宿区にある芸能プロダクション。

## 沿革
- 1986年7月1日設立

## 概要
初代社長の大森慎が渡辺プロから独立して設立した芸能プロダクション

## 所属タレント
俳優
- 中本賢
- 小手伸也
- 斉藤暁
- 小宮孝泰
- 大堀こういち
- 津村知与支
- 有薗芳記
- 深沢敦
- 西ノ園達大
- 朝倉伸二
- 辰巳智秋
- 有川マコト
- 今林久弥
- 加藤義宗
- 田中佑弥
- 森永友基
- 鈴木正幸

女優
- 杉田かおる
- 小川菜摘（業務提携）
- 松永玲子
- 中原果南
- 小林美江
- 罍陽子
- かんのひとみ
- 高橋紗良
- 奈美悦子
- 辻沢杏子
- 川俣しのぶ
- 重田千穂子
- 奈良富士子
- 萩尾みどり
- 田根楽子
- 水野久美

作家・演出家
- 村上大樹
- 深井邦彦
- 保坂萌
- わかぎゑふ
- 東野ひろあき

## 過去の所属者
- 荒木健太朗
- 青山勝（フクダ&Co.へ移籍）
- 石倉三郎
- 石倉良信
- 石田太郎（グランパパプロダクションへ移籍後死去）
- 伊東孝明（オスカープロモーションへ移籍）
- 岩渕敏司
- 上杉祥三
- 大出俊
- 河原さぶ
- 小松政夫
- 西條義将
- 坂本長利
- 四方堂亘（ケイアンドカンパニーへ移籍）
- 清水章吾
- 鈴木健介
- 須藤正裕
- きだつよし
- 床島佳子（ホリプロへ移籍）
- 友井雄亮
- 丹羽貞仁（石井光三オフィスヘ移籍）
- 羽場涼介
- 岩本多代（在籍中に死去）
- 落合ひとみ
- 佳那晃子
- 斎藤ナツ子
- 鶴間エリ
- 林美智子
- 林美穂
- 藤田記子（劇団カムカムミニキーナヘ移籍）

## 過去の関係者
- 佐藤幸久（アノレ〈現・ADONIS A〉の創業者）